# Big Things Poppin' (Do It)
Big Things Poppin' (Do It) è il primo singolo del rapper statunitense T.I. estratto dall'album T.I. vs. T.I.P.. È stato prodotto da Mannie Fresh e scritto dallo stesso T.I., ed è stato pubblicato il 17 aprile 2007. All'interno dell'album, la canzone è considerata dall'artista come un brano del suo alter ego, di nome T.I.P..

## Pubblicazione
La canzone, la cui versione esplicita reca il nome di Big Shit Poppin' (Do It), è stata pubblicata su internet il 14 aprile 2007, su numerosi siti di file sharing P2P. Il 22 maggio è stata invece pubblicata su iTunes, così come anche l'album.

## Andamento in classifica
Il 9 giugno 2007, Big Things Poppin' (Do It) ha fatto il suo ingresso nella Billboard Hot 100, debuttando alla posizione n.30 e raggiungendo tempo dopo con successo la n.9. Nelle altre chart di Billboard Hot R&B/Hip-Hop Songs e Hot Rap Tracks ha raggiunto rispettivamente le posizioni n.7 e n.2. Negli USA la canzone si è rivelata essere il terzo singolo di T.I. ad entrare in top 10 e il quinto contando globalmente anche i singoli di altri artisti in collaborazione con T.I. (ad esempio We Takin' Over, Whatever You Like, My Love e Pac's Life).
In Nuova Zelanda, il singolo ha debuttato dapprima in 21ª posizione, per poi raggiungere la n.8 e diventare così il primo singolo di T.I. a debuttare in Nuova Zelanda.

## Campionamenti e altri media
Nel singolo è presente per pochi secondi un riff di chitarra, campionato da Top Gun Anthem, brano principale della colonna sonora del film Top Gun. La base ("beat") è la strofa "I Do It, I Do It" presente nel ritornello sono invece campionate dal singolo "Hater Walk" della rapper Khia.
Big Things Poppin' (Do It) fa parte della colonna sonora del videogioco musicale Massively multiplayer online Dance! Online e un suo remix con liriche differenti è stato utilizzato come brano portante dello speciale "Who's Now" dello show "SportsCenter", trasmesso dall'emittente televisiva via cavo ESPN.
La rivista Rolling Stone ha inoltre piazzato la canzone alla posizione n.66 della classifica delle 100 migliori canzoni del 2007.

## Remix
Oltre al remix già menzionato sopra, ve ne sono altri: il più esteso è in collaborazione con Chamillionaire, Lil' Wayne, Rick Ross, Fabolous, Swizz Beatz e Cassidy; un altro, più ridotto, vede solo la partecipazione di Swizz Beatz, Fabolous e Cassidy; un altro ancora è con Young Hot Rod.

## Videoclip
Il videoclip è stato girato ad Atlanta il 5 maggio 2007 da Eric White ed include i cameo di Mannie Fresh, 8Ball, Jason Geter, Young Dro, Big Kuntry King, DJ Drama, Alfamega e Xtaci. Ha debuttato sul programma "Access Granted" dell'emittente televisiva via cavo "BET" il 16 maggio.
Il tema centrale è quello dello sdoppiamento della personalità, al quale è dedicato l'intero album "T.I. vs. T.I.P.". All'inizio, T.I. e il suo alter ego T.I.P. (il primo indossa canottiera bianca e occhiali da sole, il secondo è invece a torso nudo) si stanno cimentando in una gara di piegamenti all'interno del loro bus privato. Stabiliscono che chi di loro arriverà prima a farne 100 potrà esibirsi a cantare in uno show quella sera stessa, mentre il perdente dovrà restare a pulire e a mettere in ordine il bus. Il vincitore è T.I.P., che canzona T.I. per non essersi impegnato a fondo per vincere ed esce quindi trionfante dal bus. Le scene successive del video vedono T.I.P. prepararsi per la performance serale ed eseguire il brano dapprima davanti a uno schermo nero, poi, verso la fine del video, davanti alla folla.

## Tracce
CD SINGOLO (PROMO):
1. Clean version
2. Dirty version
3. Instrumental

VINILE:
LATO A:
1. Amended version
2. Instrumental

LATO B:
1. Explicit version
2. Acapella

## Posizioni in classifica
| Chart (2007)                              | Posizione massima |
| ----------------------------------------- | ----------------- |
| Billboard Hot 100 (USA)                   | 9                 |
| Billboard Hot R&B/Hip-Hop Songs (USA)     | 7                 |
| Billboard Hot Rap Tracks (USA)            | 2                 |
| Billboard Pop 100 (USA)                   | 20                |
| Billboard Hot Digital Songs (USA)         | 8                 |
| Billboard Rhythmic Top 40 (USA)           | 9                 |
| Billboard Hot Ringtones (USA)             | 34                |
| Billboard Canadian Digital Songs (Canada) | 75                |
| Japanese Singles Chart (Giappone)         | 5                 |
| New Zealand Top 40 (Nuova Zelanda)        | 8                 |
| World Singles Top 40                      | 35                |